# Eren Derdiyok
Eren Derdiyok (* 12. Juni 1988 in Basel) ist ein ehemaliger Schweizer Fussballspieler. Seit dem 1. Januar 2024 ist er Co-Trainer des FC Schaffhausen.

## Karriere

### Vereinskarriere
Eren Derdiyoks kurdische Eltern stammen aus Tunceli (kurdisch Dêrsim); er besitzt daher auch die türkische Staatsangehörigkeit. Sie sind wie er Aleviten. Er spielte ab seinem vierten Lebensjahr beim Basler Fussballclub BSC Old Boys Basel, für den er 2005 auch im Cup gegen den FC Basel spielte und dabei ein Tor erzielte. 2006 wechselte er zum FC Basel und kam seither in der Schweizer Super League zum Einsatz.
Am 6. April 2008 gewann Derdiyok mit dem FC Basel den Swisscom Cup und somit seinen ersten Titel. Er spielte von Beginn an und traf zum zwischenzeitlichen 1:0 in der 31. Minute. Zur Pause wurde er ausgewechselt.
Zur Saison 2009/10 wechselte Derdiyok zu Bayer 04 Leverkusen in die deutsche Bundesliga, wo er am ersten Spieltag der Saison sein Debüt gab und gleich ein Tor erzielte. Er konnte sich als Vertreter für den langzeitverletzten Patrick Helmes gegen Theofanis Gekas durchsetzen und hatte mit seinen guten Leistungen Anteil an der Herbstmeisterschaft Leverkusens. Infolgedessen blieb er auch nach Helmes’ Genesung Stammspieler. Am Ende verpasste Bayer die Qualifikation zur Championsleague. In seinem zweiten Jahr gehörte Derdiyok lange erneut zur ersten Elf, kam in der zweiten Saisonhälfte aber zunehmend als Einwechselspieler zum Einsatz. Mit 32 Einsätzen war er dennoch mit Abstand der am häufigsten eingesetzte Stürmer der Mannschaft, die am Ende der Saison 2010/11 Vizemeister wurde.
Zur Saison 2012/13 wechselte Derdiyok zur TSG 1899 Hoffenheim. Er unterschrieb einen Vierjahresvertrag bis zum 30. Juni 2016.
Allerdings litt seine Leistung und die vieler anderer 1899-Profis unter den hohen Ansprüchen und schliesslich wurde er mit mehreren Profis der ersten Mannschaft von dem neuen Trainer Gisdol in die sogenannte „Trainingsgruppe 2“ degradiert. Am 30. August 2013 kehrte Derdiyok bis zum Ende der Saison 2013/14 auf Leihbasis zu Bayer 04 Leverkusen zurück.
Zur Saison 2014/15 wechselte Derdiyok in die türkische Süper Lig zu Kasımpaşa Istanbul. Hier zog er sich im Juli 2014 während einer Trainingseinheit einen Kreuzbandriss zu und fiel infolgedessen nahezu die gesamte Saison aus. Erst Ende April 2015 gab er mit einem Zweiminuteneinsatz in der Ligapartie gegen Çaykur Rizespor sein Pflichtspieldebüt für Kasımpaşa.
Im Sommer 2016 wechselte Derdiyok zum türkischen Rekordmeister Galatasaray Istanbul und unterschrieb dort einen Dreijahresvertrag. In seinem ersten Pflichtspiel gewann der mit den Gelb-Roten den türkischen Supercup und in seinem ersten Liga-Einsatz erzielte er gegen Karabükspor in der 90. Spielminute den Siegtreffer. In den Spielzeiten 2017/18 und 2018/19 wurde Derdiyok mit Galatasaray türkischer Meister. Zur Saison 2019/20 wurde sein Vertrag nicht verlängert.
Am 10. Juni 2019 unterschrieb Derdiyok einen Zweijahresvertrag bei Göztepe Izmir. Zur Rückrunde verliess er Göztepe Izmir und wechselte nach Usbekistan zu Paxtakor Taschkent. Im August 2021 kehrte Derdiyok in die Türkei zurück, wo er sich MKE Ankaragücü anschloss. Im Januar 2023 erfolgte hier eine vorzeitige Trennung. Nach einem halben Jahr der Vereinslosigkeit unterschrieb Derdiyok im Juni 2023 einen Zweijahresvertrag beim FC Schaffhausen. Nach vier torlosen Spielen in der Challenge League beendete er seine Karriere zum Jahresende 2023 und wurde anschließend Co-Trainer des Vereins.

### Nationalmannschaft

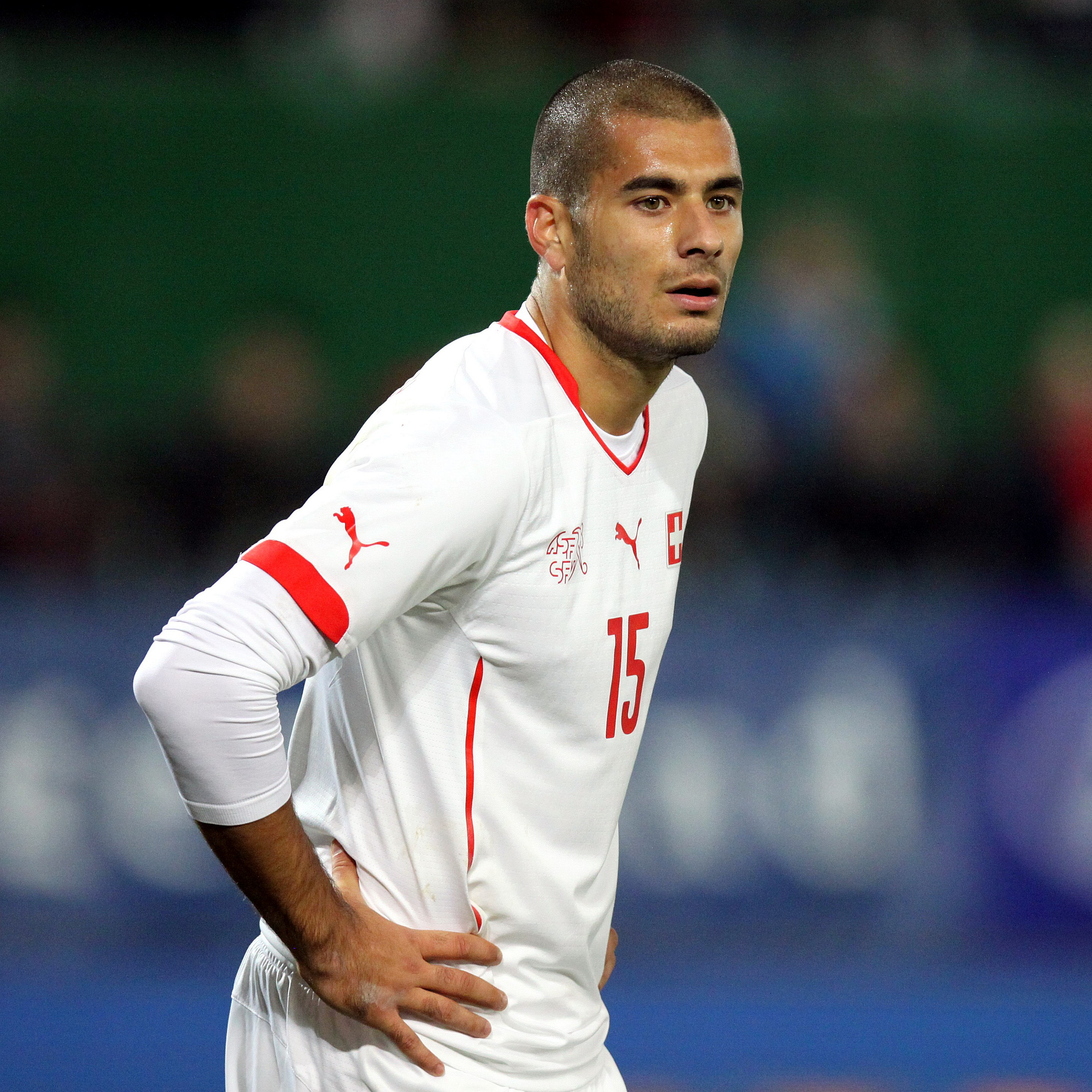
Derdiyok im Länderspieleinsatz (gegen Österreich)

Am 24. Januar 2008 bekam Derdiyok unter Köbi Kuhn seinen ersten Einsatz für die Schweizer A-Nationalmannschaft bei der 1:2-Niederlage am 6. Februar gegen England im Wembley-Stadion. Bei seinem Debüt schoss er in der 57. Minute sein erstes Tor für die Nationalmannschaft zum zwischenzeitlichen 1:1-Ausgleich. Bei der Europameisterschaft 2008 in Österreich und der Schweiz stand er im Aufgebot der Schweiz und kam zu drei Einsätzen und konnte mit 2 Assists aufzeigen.
Am 26. Mai 2012 erzielte Derdiyok drei Tore beim überraschenden 5:3-Sieg gegen die deutsche Nationalmannschaft, dem ersten Schweizer Sieg gegen die Deutschen seit 1956.
Bei der Europameisterschaft 2016 in Frankreich wurde er in das von Vladimir Petković zusammengestellte Aufgebot der Schweiz aufgenommen. Seinen einzigen Einsatz hatte er erst im Achtelfinal. Dort führte Gegner Polen mit 1:0, als er in der 70. Minute eingewechselt wurde. Nach Ausgleich und Verlängerung kam das Turnierende für das Team im Elfmeterschiessen.

## Titel und Erfolge
FC Basel
- Schweizer Meister: 2008
- Schweizer Cupsieger: 2007, 2008

Bayer Leverkusen
- Deutscher Vizemeister: 2011

Galatasaray Istanbul
- Türkischer Fußball-Supercupsieger: 2016
- Türkischer Meister: 2017/18, 2018/19

## Auszeichnungen
- Torschütze des Monats Oktober 2011[16]